# Brilbuulbuul
De brilbuulbuul (Ixodia erythropthalmos synoniem: Pycnonotus erythropthalmos) is een zangvogel uit de familie van de buulbuuls.

## Verspreiding en leefgebied
Deze soort komt voor op Malakka, Sumatra en Borneo.

## Status
De grootte van de populatie is niet gekwantificeerd maar de soort wordt omschreven als vrij algemeen. Op de Rode lijst van de IUCN heeft deze soort de status niet bedreigd.